# Hanako, princezna Hitači
Hanako, princezna Hitači (正仁親王妃華子, Masahito Šinnóhi Hanako) (rozená Hanako Cugaru (津軽華子, Cugaru Hanako) (* 19. července 1940, Tokio), je členka japonské císařské rodiny a manželka Masahita, prince Hitači, který je mladším synem císaře Šówy a jediným bratrem emeritního císaře Akihita.

## Mládí a vzdělání
Narodila se v rodinném domě klanu Cugaru v Tokiu jako čtvrtá dcera hraběte Jošitaka Cugaru (1907–1994), posledního představitele klanu Cugaru a adoptivního syna daimjó z domény Cugaru (dnešní Hirosaki v Aomori). Jošitaka Cugaru původně pocházel z větve Owari z klanu Tokugawa. Byl také členem aristokracie vytvořené během reforem Meidži (kazoku).
Její matka, Hisako Móri (1911–2004), byla potomkem klanu Móri a také bývalého daimjó z domény Čóšú v bývalé provincii Nagato (dnešní Jamaguči).
Základní a střední vzdělání získala na prestižní škole Gakušúin, škole pro šlechtu, která byla založena za účelem vzdělávání dětí císařské rodiny a císařské aristokracie (kuge). V roce 1961 promovala na Dámské univerzitě Gakušúin.

## Sňatek

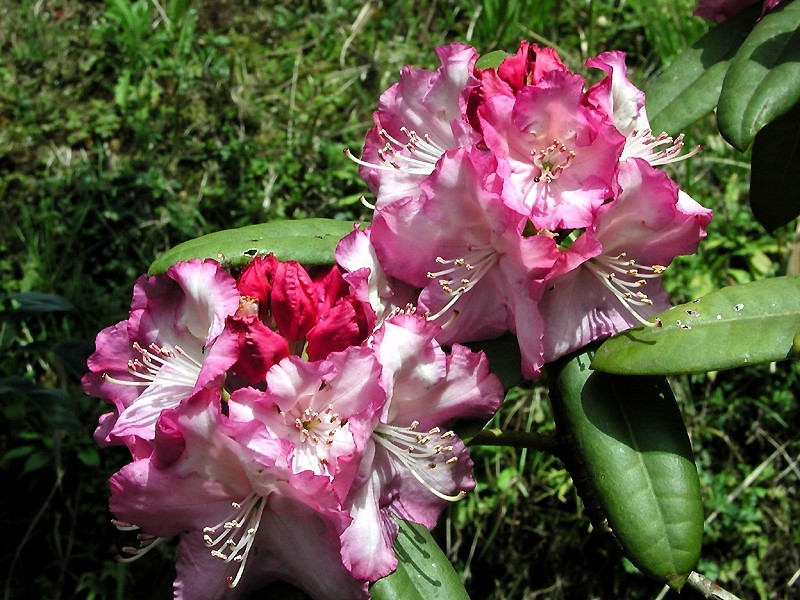
Rhododendron subg. hymenanthes, císařský osobní znak Hanako

Hanako potkala svého budoucího manžela, prince Masahita, během studií na Gakušúin. Rada císařské domácnosti oznámila zasnoubení prince Masahita a Hanako Cugaru 28. února 1964 a slavnostní zasnoubení se konalo dne 14. dubna 1964. Svatební obřad se konal 30. září 1964. Po svatbě získal princ Masahito titul princ Hitači (Hitači-no-mija) a povolení od Ekonomické rady císařské domácnosti založit novou větev císařské rodiny. Jak velí tradice, při vstupu do císařské rodiny a stejně jako ostatní členové obdržela osobní znak (o-širuši (お印)): rhododendron subg. hymenanthes (Šakunage (シャクナゲ)). Nemají žádné děti.
Od prosince 1976 mají princ Hitači a princezna Hitači své oficiální sídlo v paláci na velkém pozemku u Komazawadori v Higaši v obvodu Šibuja v Tokiu.

## Veřejná služba

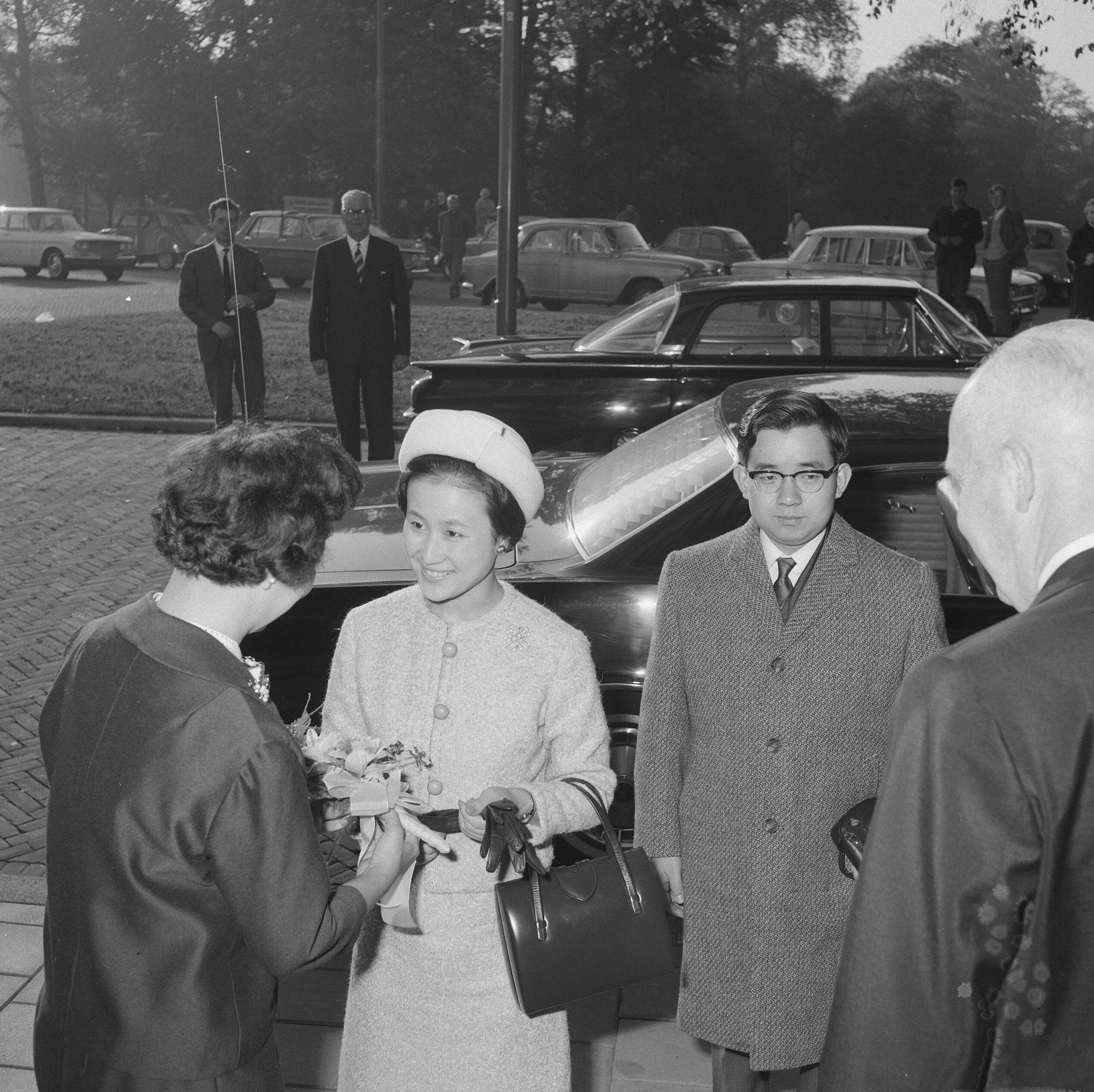
Princ a princezna Hitači během návštěvy Nizozemska v roce 1965

Princezna Hitači, stejně jako její manžel, byla 5. září 2007 zvolena ostatními členy císařské rodiny za jednoho z jejich hlavních představitelů (celkem jsou dva) do Rady císařské domácnosti. Členové i náhradní členové, včetně princezny Hitači, byli znovu zvoleni dne 7. září 2011. V roce 2017 byla princezně diagnostikována bederní spondylóza a v září byla hospitalizována pro další léčbu. Své první veřejné vystoupení udělala v dubnu 2018. Bylo to její první veřejné angažmá po 11 měsících.
Je předsedkyní různých organizací, které se zabývají blahobytem a uměním. Překládá také různé dětské knihy z angličtiny do japonštiny.

### Překlad
Princezna Hitači překládá různé dětské knihy z angličtiny do japonštiny.
- Osmdesáté deváté kotě (The Eighty-Ninth Kitten) od Eleanor Nilssonové (vydáno v roce 1987)
- Nejposlušnější pes na světě (The Most Obedient Dog in the World) od Anity Jeramové (vydáno v roce 1996)
- Byl to Jake (It was Jake) od Anity Jeramové (publikováno v roce 1997)
- Štěně vodícího psa vyroste (A Guide Dog Puppy Grows Up) od Caroline Arnoldové (vydáno v roce 2001)

## Tituly a oslovení

Mon větve Hitači císařské rodiny

Hanako je oslovována jako Její císařská Výsost princezna Hitači.

## Vyznamenání

### Národní vyznamenání
- Japonsko:
  -  Velkostuha (paulovnie) Řádu drahocenné koruny
  -  Dáma vyznamenání Červeného kříže[5]
  -  Nositelka medaile Červeného kříže[5]

### Zahraniční vyznamenání
- Nepál: Členka Řádu dobrotivého vládce (19. dubna 1960)

### Čestné funkce
- Členka Rady císařské domácnosti[6]
- Čestná předsedkyně Japonské umělecké asociace Ikebana[6]
- Čestná předsedkyně Japonské společnosti pro dobré životní podmínky zvířat[6]
- Čestná předsedkyně Japonské jezdecké federace[6]
- Čestná předsedkyně Nippon-latinskoamerické ženské asociace[6]
- Čestná vicepředsedkyně Japonského Červeného kříže[6][7]

## Předkové
Na obou stranách své rodiny je potomkem staré feudální aristokracie. Je sestřenicí z druhého kolena zesnulé Kikuko, princezny Takamacu, která byla, stejně jako oba rodiče princezny Hitači, potomkem klanu Tokugawa z Mito. Je také sestřenicí z druhého kolena Takamasy Ikedy, bývalé hlavy klanu Ikeda a manžela její švagrové (a sestřenice z pátého kolene), Acuko Ikedy. Zesnulá Secuko, princezna Čičibu, byla také potomkem linie Mito-Tokugawa a její vzdálená příbuzná.
Princ a princezna Hitači jsou také příbuzní několika způsoby, ale nejblíže jsou sestřenicí a bratrancem z pátého kolene přes jejich původ z klanu Ógimačisandžó; jejich posledním společným předkem je jejich čtyřnásobný pradědeček Kinnori Ógimačisandžó (1774–1800), vyšší dvořan. V důsledku toho je také sestřenicí z pátého kolene současného císaře, jeho sourozenců a Juriko, princezny Mikasa.